# Harry Rowe Shelley
Harry Rowe Shelley (* 8. Juni 1858 in New Haven, Connecticut; † 12. September 1947 in Short Beach, Connecticut) war ein US-amerikanischer Organist, Komponist und Musikpädagoge.

## Leben
Shelley studierte an der Yale University in New Haven bei Gustav J. Stoeckel; später setzte er seine Ausbildung in New York bei Dudley Buck, Max Vogrich und Antonín Dvořák fort. Ab 1872 war er Organist an der Centre Congregational Church seiner Heimatstadt. Er kam dann in Brooklyn an die Plymouth Church und (von 1878 bis 1881 und erneut von 1887 bis 1899) an die Church of the Pilgrims. Seine nächste Organistenstelle war die Fifth Avenue Baptist Church in New York City, wo er von 1899 bis 1914 wirkte, danach war er bis 1936 Organist an der New Yorker Central Congregational Church.
Ab 1899 unterrichtete er Musiktheorie und Komposition am Metropolitan College of Music in New York, das 1900 mit mehreren anderen Instituten zum American Institute of Applied Music zusammengeschlossen wurde. Außerdem war er Mitbegründer der American Guild of Organists. Der berühmte Komponist Charles Ives hatte Orgelunterricht bei ihm. Zum kompositorischen Werk Shelleys zählen u. a. die Oper Leila, die sinfonische Dichtung The Crusaders, die dramatische Ouvertüre Francesca da Rimini, das Oratorium The Inheritance Divine, die Orchestersuite Souvenir de Baden-Baden und eine Phantasie für Klavier und Orchester (für den Pianisten Rafael Joseffy). Daneben komponierte er Kantaten, Lieder, Anthems (The King of Love My Shepherd Is) und Orgelwerke.

## Werke
- The King of Love My Shepherd Is, Anthem, 1886
- Hark!, Hark, My Soul, Anthem, 1887
- Vexilla Regis, Kantate, 1893
- The Inheritance Divine, Oratorium, 1895
- Death and Life, Kantate, 1898
- Romeo and Juliet, Oper, 1901
- Old Black Joe, Oper, 1911
- Lochinvar's Ride, 1915
- Leila, Oper
- The Bride Stripped Bare by her Bachelors, Oper
- The Crusaders, sinfonische Dichtung
- I Like it to Be a Play, Kammeroper
- Ladies Voices, Kammeroper
- What Happened, Kammeroper
- Camino Real, Schauspielmusik
- Souvenir de Baden-Baden, Orchestersuite
- Violinkonzert
- Phantasie für Klavier und Orchester
- Santa Claus Overture
- The King of Love My Shepherd Is, Anthem
- Chant de Printemps für Orgel
- Still, Still with Thee (nach einem Gedicht von Harriet Beecher-Stowe), 1930